# 江謐
江 謐（こう ひつ、431年 - 482年）は、南朝宋から斉にかけての官僚。字は令和。本貫は済陽郡考城県。

## 経歴
尚書都官郎・呉県県令の江徽（江秉之の子）の子として生まれた。元嘉30年（453年）、劉劭のために父が殺害されると、江謐は獄に繋がれた。武陵王劉駿が建康を平定すると、江謐は出獄することができた。奉朝請を初任とし、輔国行参軍・于湖県令をつとめた。永光元年（465年）1月、湘東王劉彧が南豫州刺史となると、江謐は劉彧の側近で仕えた。同年（泰始元年）12月、劉彧（明帝）が即位すると、江謐は驃騎参軍となった。後に尚書度支郎に転じた。まもなく尚書右丞兼比部郎となった。
泰始4年（468年）、江夏王劉義恭の十五女が19歳で死去した。礼官は成人の礼で葬るよう意見したが、尚書左丞の孫敻が『礼記』の規定に反するものと訴えた。博士・太常以下の官が処罰され、江謐も連座して杖罰を受けた。江謐は孫敻が誤った議論を主導したと訴え、処罰を求めたため、孫敻も処罰を受けた。
泰始5年（469年）、江謐は建平王劉景素の下で冠軍長史・長沙郡内史として出向し、湘州の事務を代行した。その統治は苛酷であり、江謐は僧遵を微罪で捕らえて郡の獄に繋ぎ、餓死させた。このため糾弾を受けて召還された。泰豫元年（472年）、明帝が崩御すると、江謐は赦免された。正員郎となり、右軍将軍の号を受けた。
元徽2年（474年）、蕭道成が南兗州刺史となると、江謐はその下で鎮軍長史・広陵郡太守となった。入朝して游撃将軍の号を受けた。元徽4年（476年）、建平王劉景素が反乱を起こして殺害され、劉景素と親しい人々は処断されたが、江謐はひとり禍を免れた。元徽5年（477年）、後廃帝が廃位されると、江謐は蕭道成と結び、本官のまま尚書左丞を兼ねた。同年（昇明元年）、黄門侍郎となった。沈攸之の乱が起こると、江謐は蕭道成に黄鉞を加える議論を起こした。昇明2年（478年）、沈攸之の乱が鎮圧されると、江謐は吏部郎となった。太尉諮議に転じ、録事参軍を兼ねた。昇明3年（479年）、蕭道成が斉王となると、江謐は右衛将軍の号を受けた。同年（建元元年）、蕭道成が斉の高帝として即位すると、江謐は侍中の位を受けた。臨川王平西長史・冠軍将軍・長沙郡内史・行湘州留事として出向し、豫章王蕭嶷を補佐して長史をつとめた。永新県伯に封じられた。建元3年（481年）、左民尚書となった。吏部尚書に転じた。
建元4年（482年）、高帝が崩御すると、江謐は病と称して入朝せず、不満を抱いているのではないかと疑われた。武帝が即位したが、江謐は官の異動がなく、これを恨んだ。ときに武帝が病床についたため、江謐は豫章王蕭嶷のもとを訪れて、奪位をそそのかした。武帝がこれを知ると、江謐に征虜将軍・鎮北長史・南東海郡太守への出向を命じた。出発しないうちに、武帝は御史中丞の沈沖に命じて江謐の前後の罪を弾劾させた。このため江謐は死を賜った。享年は52。
子の江介は建武年間に呉県県令となったが、民間で死人の髑髏が江謐の首として掲示されると、江介は官を捨てて去った。

## 伝記資料
- 『南斉書』巻31 列伝第12
- 『南史』巻36 列伝第26